# Tolti
Tolti (chiamato anche Tholdi e Talt, Tibetano: Tol-ti, Tol-rti) è un'oasi nel distretto di Kharmang. Il villaggio si trova sulla riva sinistra dell'Indo, a circa 35 km a sud-est della confluenza dell'Indo dalla valle di Shayok.

## Storia
Prima del 1840, Tolti appartenne al regno di Kartaksho, uno dei sei piccoli regni di Baltistan, poi (regno di) Kartasho per controllo del Tolti, esso venne presa dalla Raja del Skardu, che lo governò per lunghi periodi di tempo, fin quando intero Baltistan venne sotto la famiglia Raja del Skardu. La prima menzione di Tolti venne menzionata nel libro di capitano C. M. Wade, sulla relazione sul Territorio e il governo di Iskárdoh, pubblicata nel 1835. Tolti fu trovata sulla mappa di "Kashmir", preparata nel 1842 da John Walter, secondo i dati di Godfrey Thomas Vigne, commissionato dalla East India Company.